# تپه مرادیاتان
تپه مرادیاتان مربوط به هزاره اول قبل از میلاد است و در شهرستان آق قلا، بخش وشمگیر، دو راهی مزرعه اینجه برون واقع شده و این اثر در تاریخ ۲۵ اسفند ۱۳۸۰ با شمارهٔ ثبت ۵۴۲۸ به‌عنوان یکی از آثار ملی ایران به ثبت رسیده است.